# Gran Premio del Bahrein 2012
Il Gran Premio del Bahrein 2012 è stata la quarta prova della stagione 2012 del campionato mondiale di Formula 1. Si è disputata domenica 22 aprile 2012 sul circuito di Manama. La gara è stata vinta da Sebastian Vettel su Red Bull Racing-Renault, al suo ventiduesimo successo in carriera. Vettel ha preceduto sul traguardo i due piloti della Lotus Kimi Räikkönen e Romain Grosjean.

## Vigilia

### Proteste in Bahrein
La travagliata situazione politica del Bahrein mette in pericolo lo svolgimento del Gran Premio, già saltato nel 2011. Damon Hill, ex campione del mondo di Formula 1 e ex presidente del British Racing Drivers' Club (BRDC) ha invitato la FIA a riconsiderare l'opportunità di correre a Sakhir. Già nel corso del fine settimana del Gran Premio del Giappone 2011 molte scuderie espressero dubbi sull'opportunità di tornare a correre nel Bahrein, e il Bahrain Centre for Human Rights chiese alle stesse di boicottare la gara. A febbraio il raggruppamento politico d'opposizione The February 14 Youth Coalition scrisse a Bernie Ecclestone minacciando azioni contro lo svolgimento della gara.
Il 28 marzo 2012 il patron del circus confermò la tenuta della gara, anche se, successivamente al prolungarsi delle proteste, ammise di non avere il potere di forzare i team a correre il Gran Premio.
Il 31 marzo, durante le proteste, morì il giornalista Ahmed Ismail Hassan.
La FIA, dal proprio canto, nella sua prima bozza di calendario per il 2012, aveva fissato la gara a novembre, proprio nella speranza di una pacificazione nel paese. Solo nella versione definitiva del calendario il Gran Premio venne spostato al 22 aprile 2012.
Il 13 aprile 2012 la FIA ha ufficializzato la disputa del Gran Premio nella data prevista. Tale scelta ha portato il gruppo d'opposizione Al-Wefaq a indire delle manifestazioni di protesta nella zona dell'aeroporto all'arrivo dei team. Per tale ragione una decisione definitiva sulla gara verrà presa entro giovedì. Il leader del Bahrain Centre for Human Rights ha affermato che non vi sono pericoli per il personale del Circus, anche se la protesta viene condotta contro la decisione di correre il Gran Premio. Il personale della Force India è comunque coinvolto in un incidente stradale dovuto al lancio di una bomba molotov.

### Aspetti tecnici
La Pirelli, fornitore unico degli pneumatici, annuncia per questo gran premio coperture di tipo medio e morbido. Al termine della gara, le mescole saranno aspramente contestate da Schumacher.
Dopo che solo nell'edizione 2010 fu utilizzata la configurazione del tracciato da 6,299 km denominata Endurance Circuit, da questo Gran Premio ritorna la configurazione da 5,412 km, presente dal 2004 al 2009.
La FIA determina la zona per l'uso del DRS in gara lungo il rettilineo di partenza, per una lunghezza totale di 650 m. Il punto di determinazione del distacco fra le vetture è stabilito all'ultima curva. Essendo saltata l'edizione del 2011, questa è la prima volta che tale meccanismo viene utilizzato sulla pista di Manama.
La Ferrari annuncia l'ingaggio di Ben Agathangelou, tecnico aerodinamico con esperienza in Red Bull, HRT e Marussia.

### Aspetti sportivi
Emanuele Pirro è confermato quale commissario aggiunto dalla FIA. Aveva già svolto questa funzione nel Gran Premio di Cina. Nelle prime prove del venerdì Valtteri Bottas sostituisce Bruno Senna alla Williams-Renault.

## Prove

### Resoconto
Nelle prime prove del venerdì il tempo migliore è fatto da Lewis Hamilton, che precede Sebastian Vettel e Paul di Resta. Il primo pilota a far segnare un tempo è Nico Hülkenberg, dopo venti minuti dall'inizio della sessione. Si portano nelle prime posizioni poi Kimi Räikkönen e Sebastian Vettel, successivamente battuti da Hamilton. Di Resta ottiene il terzo miglior tempo negli ultimi minuti della sessione, con gomme morbide.
La Force India non prende parte alla seconda sessione di prove del venerdì per motivi logistici. L'effettuazione delle prove della GP2, disputate fra le due sessioni della Formula 1 consente di ripulire la pista dalla sabbia, tanto che i team decidono di montare subito gomme morbide. Dopo i primi venti minuti Jenson Button fa segnare il tempo migliore, battuto poi da Mark Webber. Anche Michael Schumacher, Sebastian Vettel e Nico Rosberg guidano successivamente la lista dei tempi.
Al termine della sessione è Rosberg a fare segnare il tempo migliore, davanti a Vettel e Webber.
Nella sessione del sabato nuovamente Nico Rosberg della Mercedes fa segnare il giro più veloce, precedendo i due piloti della Red Bull Sebastian Vettel e Mark Webber. Rosberg ha ottenuto il tempo migliore negli ultimi minuti della sessione, utilizzando gomme medie. Alla sessione ha preso parte anche la Force India. Al termine della sessione Pastor Maldonado della Williams è costretto a sostituire il cambio, perdendo così cinque posizioni sulla griglia.

### Risultati
Nella prima sessione del venerdì si è avuta questa situazione:
| Pos | Nº | Pilota           | Costruttore             | Tempo    | Gap    | Giri |
| --- | -- | ---------------- | ----------------------- | -------- | ------ | ---- |
| 1   | 4  | Lewis Hamilton   | McLaren-Mercedes        | 1'33"572 |        | 11   |
| 2   | 1  | Sebastian Vettel | Red Bull Racing-Renault | 1'33"877 | +0"305 | 21   |
| 3   | 11 | Paul di Resta    | Force India-Mercedes    | 1'34"150 | +0"578 | 26   |

Nella seconda sessione del venerdì si è avuta questa situazione:
| Pos | Nº | Pilota           | Costruttore             | Tempo    | Gap    | Giri |
| --- | -- | ---------------- | ----------------------- | -------- | ------ | ---- |
| 1   | 8  | Nico Rosberg     | Mercedes                | 1'32"816 |        | 35   |
| 2   | 2  | Mark Webber      | Red Bull Racing-Renault | 1'33"262 | +0"446 | 26   |
| 3   | 1  | Sebastian Vettel | Red Bull Racing-Renault | 1'33"525 | +0"709 | 28   |

Nella sessione del sabato mattina si è avuta questa situazione:
| Pos | Nº | Pilota           | Costruttore             | Tempo    | Gap    | Giri |
| --- | -- | ---------------- | ----------------------- | -------- | ------ | ---- |
| 1   | 8  | Nico Rosberg     | Mercedes                | 1'33"254 |        | 14   |
| 2   | 1  | Sebastian Vettel | Red Bull Racing-Renault | 1'33"401 | +0"147 | 14   |
| 3   | 2  | Mark Webber      | Red Bull Racing-Renault | 1'33"663 | +0"409 | 15   |

## Qualifiche

### Resoconto
In Q1 il miglior tempo è del messicano Pérez su Sauber, che precede Daniel Ricciardo e Mark Webber. Vengono eliminati, oltre ai piloti di HRT e Marussia, Vitalij Petrov della Caterham, Jean-Éric Vergne della Toro Rosso e Michael Schumacher. Il tedesco è penalizzato da un problema al DRS nel suo ultimo tentativo. Al termine della sessione Vergne non si reca presso i commissari per le operazioni di peso. Il pilota non viene comunque sanzionato in quanto i tecnici della Toro Rosso hanno spinto la sua vettura presso la postazione dei commissari.
Nella seconda parte delle qualifiche non segna tempi Maldonado per un problema al KERS. Il miglior tempo è di Lewis Hamilton, mentre vengono eliminati Kimi Räikkönen, Kamui Kobayashi, Nico Hülkenberg, i brasiliani Felipe Massa e Bruno Senna, assieme a Heikki Kovalainen. Räikkönen rinuncia a compiere un ulteriore tentativo con gomme morbide, per salvare un set di pneumatici per la gara.
Nella fase decisiva Sebastian Vettel ha conquistato la pole (la numero 31 nel mondiale) solo all'ultimo tentativo, precedendo Lewis Hamilton e Mark Webber; non hanno fatto segnare tempi Fernando Alonso e Paul di Resta. Al termine delle prove Michael Schumacher è costretto a sostituire il cambio, venendo così retrocesso di cinque posizioni sulla griglia.

### Risultati
Nella sessione di qualifica si è avuta questa situazione:
| Pos                         | Nº | Pilota             | Costruttore             | Q1       | Q2          | Q3          | Griglia |
| --------------------------- | -- | ------------------ | ----------------------- | -------- | ----------- | ----------- | ------- |
| 1                           | 1  | Sebastian Vettel   | Red Bull Racing-Renault | 1'34"308 | 1'33"527    | 1'32"422    | 1       |
| 2                           | 4  | Lewis Hamilton     | McLaren-Mercedes        | 1'34"813 | 1'33"209    | 1'32"520    | 2       |
| 3                           | 2  | Mark Webber        | Red Bull Racing-Renault | 1'34"015 | 1'33"311    | 1'32"637    | 3       |
| 4                           | 3  | Jenson Button      | McLaren-Mercedes        | 1'34"792 | 1'33"416    | 1'32"711    | 4       |
| 5                           | 8  | Nico Rosberg       | Mercedes                | 1'34"588 | 1'33"219    | 1'32"821    | 5       |
| 6                           | 16 | Daniel Ricciardo   | STR-Ferrari             | 1'33"988 | 1'33"556    | 1'32"912    | 6       |
| 7                           | 10 | Romain Grosjean    | Lotus-Renault           | 1'34"041 | 1'33"246    | 1'33"008    | 7       |
| 8                           | 15 | Sergio Pérez       | Sauber-Ferrari          | 1'33"814 | 1'33"660    | 1'33"394    | 8       |
| 9                           | 5  | Fernando Alonso    | Ferrari                 | 1'34"760 | 1'33"403    | senza tempo | 9       |
| 10                          | 11 | Paul di Resta      | Force India-Mercedes    | 1'34"624 | 1'33"510    | senza tempo | 10      |
| 11                          | 9  | Kimi Räikkönen     | Lotus-Renault           | 1'34"552 | 1'33"789    | N.D.        | 11      |
| 12                          | 14 | Kamui Kobayashi    | Sauber-Ferrari          | 1'34"131 | 1'33"806    | N.D.        | 12      |
| 13                          | 12 | Nico Hülkenberg    | Force India-Mercedes    | 1'34"601 | 1'33"807    | N.D.        | 13      |
| 14                          | 6  | Felipe Massa       | Ferrari                 | 1'34"372 | 1'33"912    | N.D.        | 14      |
| 15                          | 19 | Bruno Senna        | Williams-Renault        | 1'34"466 | 1'34"017    | N.D.        | 15      |
| 16                          | 20 | Heikki Kovalainen  | Caterham-Renault        | 1'34"852 | 1'36"132    | N.D.        | 16      |
| 17                          | 18 | Pastor Maldonado   | Williams-Renault        | 1'34"639 | senza tempo | N.D.        | 21      |
| 18                          | 7  | Michael Schumacher | Mercedes                | 1'34"865 | N.D.        | N.D.        | 22      |
| 19                          | 17 | Jean-Éric Vergne   | STR-Ferrari             | 1'35"014 | N.D.        | N.D.        | 17      |
| 20                          | 21 | Vitalij Petrov     | Caterham-Renault        | 1'35"823 | N.D.        | N.D.        | 18      |
| 21                          | 25 | Charles Pic        | Marussia-Cosworth       | 1'37"683 | N.D.        | N.D.        | 19      |
| 22                          | 22 | Pedro de la Rosa   | HRT-Cosworth            | 1'37"883 | N.D.        | N.D.        | 20      |
| 23                          | 24 | Timo Glock         | Marussia-Cosworth       | 1'37"905 | N.D.        | N.D.        | 23      |
| 24                          | 23 | Narain Karthikeyan | HRT-Cosworth            | 1'38"314 | N.D.        | N.D.        | 24      |
| Tempo limite 107%: 1'40"380 |    |                    |                         |          |             |             |         |

Con i tempi in grassetto sono visualizzate le migliori prestazioni in Q1, Q2 e Q3.

## Gara

### Resoconto
Sebastian Vettel prende il comando della gara al via, seguito da Lewis Hamilton, poi Mark Webber, Romain Grosjean e Fernando Alonso, autore di un'ottima partenza. Parte male Ricciardo dalla terza fila, perdendo una decina di posizioni nel primo giro.
Mentre Vettel allunga sono le Lotus a divertire, confermando il passo mostrato nelle prove.
Al quarto giro Grosjean passa Webber, mentre anche Kimi Räikkönen supera Massa a cui aveva dovuto cedere la posizione un paio di giri prima. Al settimo giro il francese della Lotus passa anche Lewis Hamilton, conquistando così la seconda piazza. Prosegue il recupero di Räikkönen che tra il quinto e nono giro passa Button e Alonso.

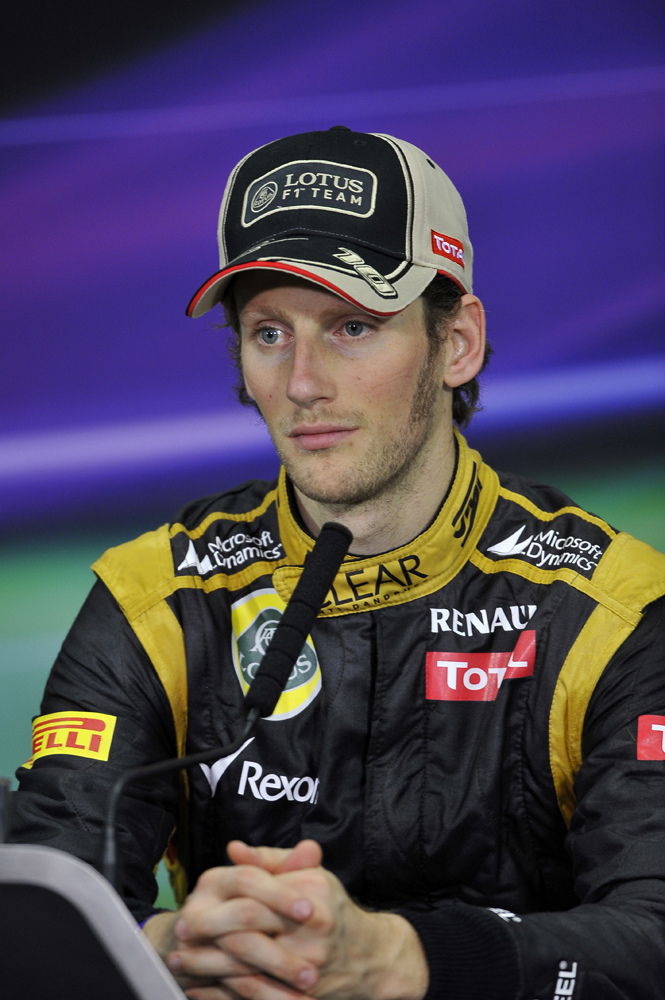
Romain Grosjean ha conquistato il suo primo podio in F1.

Iniziano intanto i primi pit stop per il cambio degli pneumatici all’ottavo giro con Button, Massa e Rosberg. Nico Rosberg conquista così una posizione su Massa, mentre un piccolo ritardo nel cambio gomme di Hamilton consente ad Webber e Alonso e di recuperare una posizione. Al ritorno in pista Hamilton si trova alle spalle anche di Button e costretto a battagliare con Rosberg che lo chiude vigorosamente, costringendo il britannico a mettere la vettura oltre il limite della pista, ma realizza comunque il sorpasso sul tedesco. Al giro 12 Kimi Räikkönen passa Webber, mentre Jenson Button passa Fernando Alonso. Vettel intanto al giro 13 recupera la testa che aveva dovuto cedere a Paul di Resta. Con lo stop dello scozzese un giro dopo si completa la prima tornata di pit stop e la classifica vede in testa sempre Vettel, seguito da Grosjean, Räikkönen, Webber, Button, Hamilton che ha appena passato Alonso, Rosberg e Massa.
Al ventiduesimo passaggio inizia il secondo turno di cambi gomme. Vanno ai box Jenson Button e Rosberg e mettono le medie, così come Massa che però monta gomme morbide. Al giro 24 Räikkönen è secondo, dopo aver passato il compagno di scuderia Romain Grosjean. All'uscita dal pit stop Fernando Alonso è dietro Rosberg, con lo spagnolo che tenta il controsorpasso ma viene chiuso da una dura manovra di difesa del tedesco. Lo spagnolo chiede via radio la comminazione di una penalità per il pilota della Mercedes. Il pit stop di Lewis Hamilton è nuovamente penalizzato da un ritardo, che fa perdere al britannico tre posizioni scivolando alle spalle di Massa. La classifica è sempre guidata da Sebastian Vettel, seguito dal duo della Lotus Räikkönen-Grosjean, poi Paul di Resta, che di nuovo non ha cambiato gli pneumatici, Mark Webber, Button, Kobayashi (anche lui non ha ancora cambiato gomme), Rosberg, Alonso, Massa e Hamilton. Al giro 29 Webber passa di Resta mentre un paio di giri dopo Kobayashi va al cambio gomme, facendo scalare di una posizione chi lo segue.
Kimi Räikkönen corona una rimonta stupenda mettendo sotto pressione Vettel, tentando anche il sorpasso in un paio di occasioni ma senza successo. Inizia così il terzo cambio gomme: al trentasettesimo giro è il turno di Lewis Hamilton e Rosberg che montano le medie. Anche Button e Alonso vanno ai box, col pilota della Ferrari che monta le medie, così come l'inglese e Massa. Al 41º giro tocca a Vettel fare la sosta così come Räikkönen, entrambi scelgono le medie. Grazie agli stop, Rosberg ha passato Button mentre Hamilton ha conquistato il nono posto a scapito di Massa.
Il ritmo di Vettel diventa più rapido di quello degli inseguitori, che non riescono più ad avvicinarsi. Dietro al tedesco vi sono sempre i due della Lotus, poi Webber, di Resta (che ha effettuato la seconda sosta al giro 34), poi Rosberg, Button, Alonso e Hamilton.
Negli ultimi giri Rosberg passa di Resta, mentre Button è costretto a una nuova sosta per una foratura. Rientrato in pista l'inglese si ritira dopo un giro. Vince così Sebastian Vettel, per la ventiduesima volta nel mondiale, davanti a Kimi Räikkönen (primo podio dal Gran Premio d'Italia 2009) e a Romain Grosjean, al suo primo arrivo a podio (primo francese dai tempi di Jean Alesi nel Gran Premio del Belgio 1998). Per la Lotus, anche se con una diversa denominazione, è il primo podio dal Gran Premio d'Australia 1988 con Nelson Piquet oltre che il primo podio con entrambe le macchine dal Gran Premio di Spagna 1979 quando Carlos Reutemann e Mario Andretti giunsero all'epoca rispettivamente 2° e 3°. Vettel conquista anche il giro più veloce; per lui è il quarto hat trick. Mark Webber conquista il quarto posto per la quarta volta consecutiva; è la striscia più lunga di quarti posti nella storia del mondiale.

### Risultati
I risultati del gran premio sono i seguenti:
| Pos | Nº | Pilota             | Costruttore             | Giri | Tempo/Ritiro          | Griglia | Punti |
| --- | -- | ------------------ | ----------------------- | ---- | --------------------- | ------- | ----- |
| 1   | 1  | Sebastian Vettel   | Red Bull Racing-Renault | 57   | 1h35'10"990           | 1       | 25    |
| 2   | 9  | Kimi Räikkönen     | Lotus-Renault           | 57   | +3"333                | 11      | 18    |
| 3   | 10 | Romain Grosjean    | Lotus-Renault           | 57   | +10"194               | 7       | 15    |
| 4   | 2  | Mark Webber        | Red Bull Racing-Renault | 57   | +38"788               | 3       | 12    |
| 5   | 8  | Nico Rosberg       | Mercedes                | 57   | +55"460               | 5       | 10    |
| 6   | 11 | Paul di Resta      | Force India-Mercedes    | 57   | +57"543               | 10      | 8     |
| 7   | 5  | Fernando Alonso    | Ferrari                 | 57   | +57"803               | 9       | 6     |
| 8   | 4  | Lewis Hamilton     | McLaren-Mercedes        | 57   | +58"984               | 2       | 4     |
| 9   | 6  | Felipe Massa       | Ferrari                 | 57   | +1'04"999             | 14      | 2     |
| 10  | 7  | Michael Schumacher | Mercedes                | 57   | +1'11"490             | 22      | 1     |
| 11  | 15 | Sergio Pérez       | Sauber-Ferrari          | 57   | +1'12"702             | 8       |       |
| 12  | 12 | Nico Hülkenberg    | Force India-Mercedes    | 57   | +1'16"539             | 13      |       |
| 13  | 14 | Kamui Kobayashi    | Sauber-Ferrari          | 57   | +1'30"334             | 12      |       |
| 14  | 17 | Jean-Éric Vergne   | STR-Ferrari             | 57   | +1'33"723             | 17      |       |
| 15  | 16 | Daniel Ricciardo   | STR-Ferrari             | 56   | +1 giro               | 6       |       |
| 16  | 21 | Vitalij Petrov     | Caterham-Renault        | 56   | +1 giro               | 18      |       |
| 17  | 20 | Heikki Kovalainen  | Caterham-Renault        | 56   | +1 giro               | 16      |       |
| 18  | 3  | Jenson Button      | McLaren-Mercedes        | 55   | Scarico/Differenziale | 4       |       |
| 19  | 24 | Timo Glock         | Marussia-Cosworth       | 55   | +2 giri               | 23      |       |
| 20  | 22 | Pedro de la Rosa   | HRT-Cosworth            | 55   | +2 giri               | 20      |       |
| 21  | 23 | Narain Karthikeyan | HRT-Cosworth            | 55   | +2 giri               | 24      |       |
| 22  | 19 | Bruno Senna        | Williams-Renault        | 54   | Freni                 | 15      |       |
| Rit | 18 | Pastor Maldonado   | Williams-Renault        | 25   | Foratura              | 21      |       |
| Rit | 25 | Charles Pic        | Marussia-Cosworth       | 24   | Motore                | 19      |       |

## Classifiche Mondiali

### Piloti
| Pos | Pilota             | Punti |
| --- | ------------------ | ----- |
| 1   | Sebastian Vettel   | 53    |
| 2   | Lewis Hamilton     | 49    |
| 3   | Mark Webber        | 48    |
| 4   | Jenson Button      | 43    |
| 4   | Fernando Alonso    | 43    |
| 6   | Nico Rosberg       | 35    |
| 7   | Kimi Räikkönen     | 34    |
| 8   | Romain Grosjean    | 23    |
| 9   | Sergio Pérez       | 22    |
| 10  | Paul di Resta      | 15    |
| 11  | Bruno Senna        | 14    |
| 12  | Kamui Kobayashi    | 9     |
| 13  | Jean-Éric Vergne   | 4     |
| 14  | Pastor Maldonado   | 4     |
| 15  | Daniel Ricciardo   | 2     |
| 16  | Nico Hülkenberg    | 2     |
| 17  | Felipe Massa       | 2     |
| 18  | Michael Schumacher | 2     |

### Costruttori
| Pos | Team                    | Punti |
| --- | ----------------------- | ----- |
| 1   | Red Bull Racing-Renault | 101   |
| 2   | McLaren-Mercedes        | 92    |
| 3   | Lotus-Renault           | 57    |
| 4   | Ferrari                 | 45    |
| 5   | Mercedes                | 37    |
| 6   | Sauber-Ferrari          | 31    |
| 7   | Williams-Renault        | 18    |
| 8   | Force India-Mercedes    | 17    |
| 9   | STR-Ferrari             | 6     |

## Decisioni della FIA
Al termine della gara, la FIA non attribuisce nessuna sanzione a Nico Rosberg, indagato per le manovre di difesa effettuate su Lewis Hamilton e Fernando Alonso perché secondo i commissari le macchine degli attaccanti non erano sufficientemente affiancate a quella di Rosberg al momento dell'azione.